# Bataille de Mars-la-Tour
 (juin 2025).
Pour la peinture panoramique représentant cette bataille, voir La Bataille de Rezonville.
Guerre franco-prussienne de 1870
Batailles
- Chronologie de la guerre franco-prussienne de 1870
- Sarrebruck (08-1870)
- Wissembourg (08-1870)
- Forbach-Spicheren (08-1870)
- Wœrth (08-1870)
- Bitche (08-1870)
- Phalsbourg (08-1870)
- Borny-Colombey (08-1870)
- Strasbourg (08-1870)
- Mars-la-Tour (08-1870)
- Toul (08-1870)
- Gravelotte (08-1870)
- Metz (08-1870)
- Nouart (08-1870)
- Beaumont (08-1870)
- Noisseville (08-1870)
- Sedan (08-1870)
- Montmédy (09-1870)
- Soissons (09-1870)
- Siège de Paris et chronologie du siège (09-1870)
- Nompatelize (10-1870)
- Bellevue (10-1870)
- Châtillon (10-1870
- Châteaudun (10-1870)
- Buzenval (10-1870)
- Bourget (10-1870)
- Dijon (10-1870)
- Belfort (11-1870)
- La Fère (11-1870)
- Langres (11-1870)
- Bouvet et Meteor (navale) (11-1870)
- Coulmiers (11-1870)
- Thionville (11-1870)
- Châtillon-sur-Seine (11-1870)
- Villers-Bretonneux (11-1870)
- Beaune-la-Rolande (11-1870)
- Champigny (11-1870)
- Orléans (12-1870)
- Loigny (12-1870)
- Châteauneuf (12-1870)
- Beaugency (12-1870)
- Longeau (12-1870)
- l’Hallue (12-1870)
- Siège de Péronne (1871)
- Bapaume (01-1871)
- Villersexel (01-1871)
- Le Mans (01-1871)
- Héricourt (01-1871)
- Saint-Quentin (01-1871)
- Buzenval (01-1871)

La bataille de Mars-la-Tour (également appelée bataille de Rezonville ou bataille de Vionville) eut lieu le 16 août 1870, au début de la guerre franco-prussienne. Elle se déroula dans les environs de Mars-la-Tour, village situé à une vingtaine de kilomètres à l'ouest de Metz. Il s'agit de la dernière grande bataille de cavalerie d'Europe.

## Contexte historique

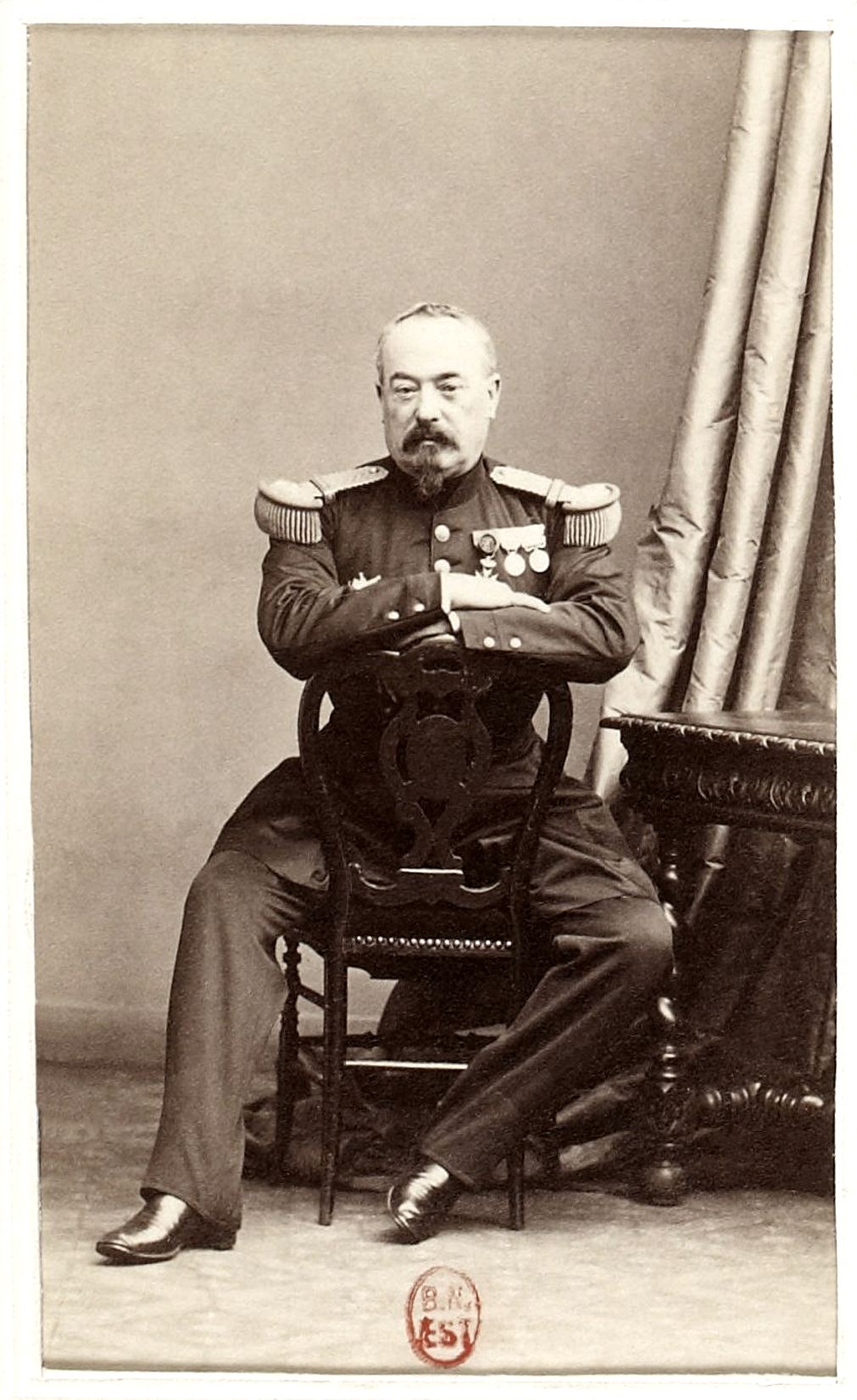
Le maréchal Bazaine.

### La retraite de l'armée du Rhin
Après avoir essuyé de multiples défaites en Alsace et en Moselle, notamment lors de la bataille de Forbach-Spicheren, l’armée du Rhin bat en retraite vers l'ouest en direction de Metz, considérée comme la plus importante place forte d'Europe.
Napoléon III, malade et discuté, rejoint Châlons-sur-Marne et abandonne le commandement au maréchal Bazaine le 12 août 1870. Il lui ordonne au préalable de s'occuper du repli de l'armée française sur Châlons. Mais Bazaine n'est pas de l'avis de Napoléon III. Il souhaite en effet livrer bataille rapidement, car il a confiance en la puissance de la place de Metz et omet l'incapacité de celle-ci à soutenir un siège. Il ne met donc aucun empressement à exécuter l'ordre reçu et emprunte lentement la route de Verdun.
Dans l'après-midi du 14 août, les avant-gardes de l'armée du général allemand Steinmetz, probablement averties de la retraite française, livrent bataille dans les environs du village de Borny. Les Allemands en infériorité numérique se retirent dans la soirée, craignant d'être la cible de l'artillerie des forts français. Mais malgré une défaite apparemment incontestable, les Prussiens ont rempli leur objectif. Ils ont en effet retardé le repli de l'armée du Rhin et permis au prince Frédéric-Charles, neveu du roi de Prusse Guillaume Ier et commandant de la IIe Armée, de poursuivre sa progression au sud de Metz sans être inquiété.
Frédéric-Charles franchit la Moselle le 15 août à Novéant. En fin d'après-midi, les avant-gardes de son armée atteignent Mars-la-Tour et barrent la route de Verdun. Les Français sont contraints de livrer bataille le lendemain.

### Une rencontre fortuite des deux armées
Une patrouille de cavalerie, le 1er escadron du 9e régiment de dragons , sous les ordres du capitaine (Rittmeister) Oskar von Blumenthal, repère les 127 000 hommes de Bazaine en route vers Verdun. Ce renseignement conduit le prince Frédéric-Charles à demander à l'avant-garde du général von Alvensleben de couper la route du repli français. C'est par hasard que les 30 000 hommes du 3e corps d'armée prussien d'Alvensleben rencontrent l'armée française près de Vionville, à l'est de Mars-la-Tour.

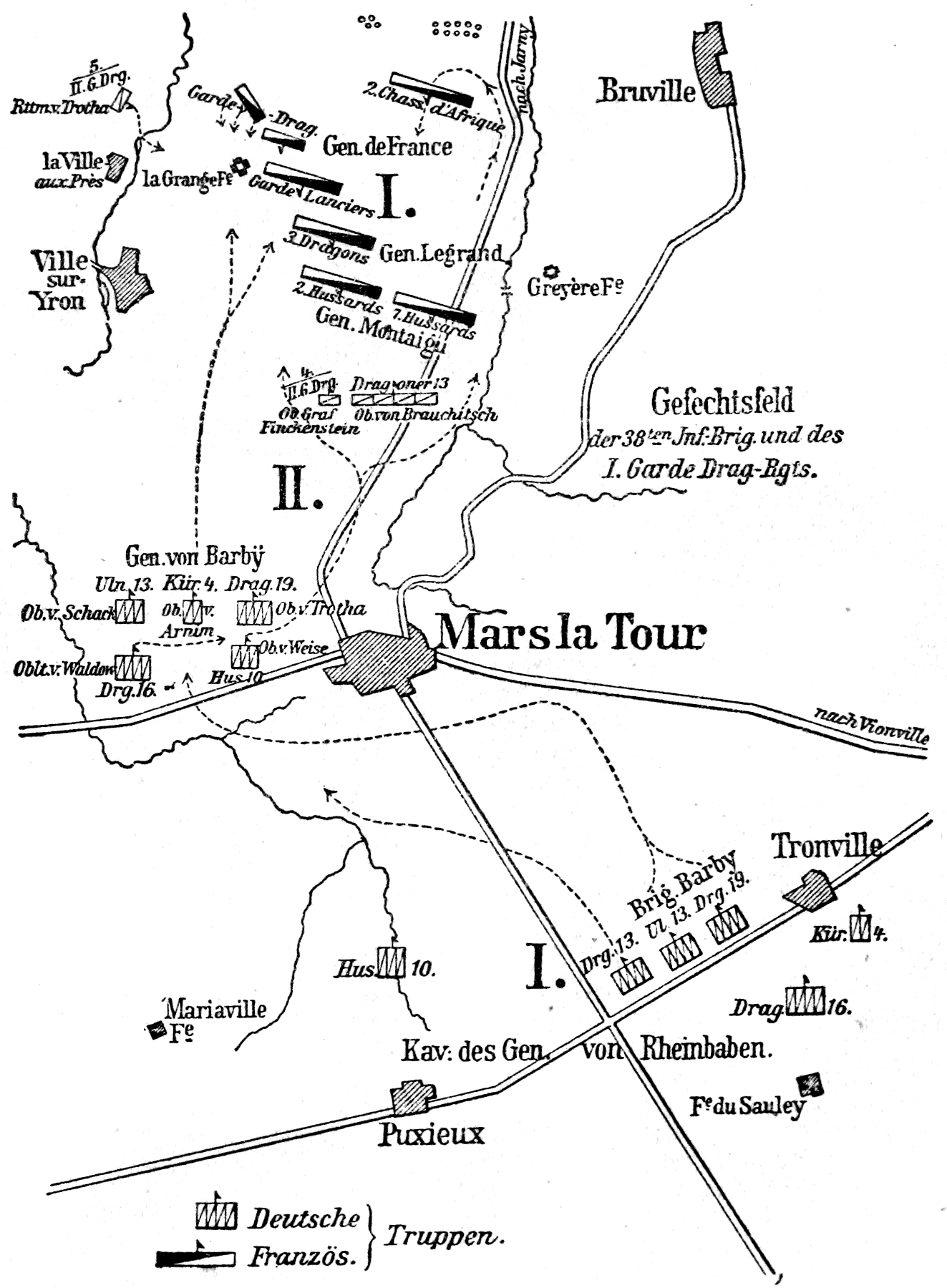
Carte allemande de la bataille. Les forces françaises sont en haut de celle-ci, les forces allemandes en bas.

## Déroulement de la bataille
Le 16 août 1870, la bataille de Mars-la-Tour débute. Vers 10 heures, le 6e corps d'armée du général Canrobert est attaqué à Vionville par le 3e corps d'armée prussien commandé par Von Alvensleben. Le 3e corps d'armée du général Le Bœuf est engagé à son tour vers midi. Les Français se regroupent et font face aux unités prussiennes. La bataille tourne alors en mêlée confuse. Les assauts prussiens sont contenus par l'artillerie française.
Au début de l'après-midi, le 2e corps d'armée du général Frossard est relayé par le 6e corps et par des éléments de la Garde impériale du général Bourbaki. Les troupes prussiennes sont à bout et la bataille semble tourner à l'avantage des Français. Mais des renforts allemands arrivent en fin d'après-midi. Ces derniers lancent alors le 7e régiment de cuirassiers, le 19e régiment de dragons et le 16e régiment d'uhlans (équivalent des lanciers) de la 12e brigade de cavalerie d'Adalbert von Bredow dans la bataille, dans le but de faire taire l'artillerie de Canrobert. Dans ce qui allait devenir la « chevauchée de la mort » de von Bredow, les cavaliers qui se lancent des lignes prussiennes à 14 heures profitent de l'état du terrain ainsi que de la fumée pour dissimuler leur progression aux observateurs français. Apparaissant alors à moins de 1 000 mètres des lignes françaises, la cavalerie prussienne perce à deux reprises les lignes françaises, y causant un vent de panique dispersant les soldats de Canrobert. Le général Frossard lance à son tour les cuirassiers de la Garde impériale sur la partie gauche du champ de bataille. Dans la confusion, les cuirassiers français sont partiellement dispersés par l'infanterie de Canrobert qui fait feu sur tout cavalier à portée de tir. Il s'agit là du dernier grand affrontement de cavalerie d'Europe marqué par de célèbres charges comme celle de la brigade du général Joseph Bachelier.
La charge fantastique de von Bredow sonne néanmoins le glas d'une grande partie de l'élite de la cavalerie prussienne. Bien qu'ayant fait taire l'artillerie de l'adversaire, neutralisé sa cavalerie et semé un vent de panique dans son infanterie, la brigade de von Bredow, après être parvenue à se retirer derrière ses lignes, ne compte plus que 420 cavaliers sur les 800 ayant pris part à l'assaut. Herbert von Bismarck, le propre fils du chancelier prussien Otto von Bismarck, fait partie des blessés.
Dans ce cadre, les Français gardent l'avantage et gagnent du terrain. Comprenant qu'ils sont désormais sur le point d'être battus, les Allemands lancent une dernière offensive sur leur flanc droit, pour éviter l'encerclement. Piégés par le relief et par la présence de renforts français insoupçonnables derrière la crête, leurs troupes sont décimées et battent finalement en retraite désordonnée, à la merci de la chasse lancée par les Français. Ces derniers capturent alors leur premier drapeau ennemi de cette guerre.

## Bilan, une victoire mal exploitée

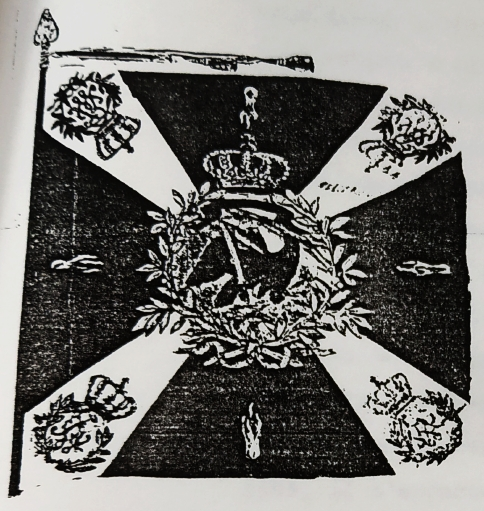
Drapeau prussien du 2e bataillon du 16e régiment d'infanterie, pris à l'ennemi à la bataille de Rezonville.

À la fin de la journée, les deux armées bivouaquent à quelques centaines de mètres l'une de l'autre. L'attaque allemande a été repoussée. L'armée française reste maîtresse du champ de bataille et dispose d'un avantage numérique.
Bazaine peut alors choisir, soit de poursuivre les combats le lendemain avec l'appui de renforts venus de Metz, et avec de bonnes chances de battre l'armée du prince Frédéric-Charles ; soit de profiter de l'avantage de son camp pour rejoindre Verdun puis Châlons. Mais contre toute attente, il ordonne le repli de tous les corps sur le flanc ouest de Metz entre la Moselle et l'Orne, affluent de la Moselle, prétextant un manque de vivres et de munitions. Il laisse ainsi aux Prussiens la possibilité de continuer vers le nord-ouest et de barrer la route de Verdun.
Le 18 août, l’armée du Rhin est confrontée à une nouvelle bataille, celle de Saint-Privat, où la défaite lui coupe définitivement la route vers l'ouest, l'enfermant à Metz.

## Le Panorama de la bataille
En 1882-1883, les peintres Édouard Detaille et Alphonse de Neuville immortalisent la bataille en réalisant un panorama intitulé La Bataille de Rezonville. Huile sur toile de 120 mètres de long pour 15 de haut, elle représente une phase de la Bataille de Mars-la-Tour. En 1896, la toile est découpée en 115 morceaux qui sont vendus aux enchères. Une vingtaine de fragments sont au musée de Gravelotte en Moselle.